# Король Убю (фильм, 2003)
«Король Убю» (пол. Ubu Król) — польский сюрреалистический комедийно-драматический фильм-фарс, снятый в 2003 году режиссёром Петром Шулькиным по мотивам одноименной гротескной драмы французского поэта и драматурга Альфреда Жарри. Пьеса впервые была поставлена на парижской сцене в 1896 году.
Фильм анонсирован как анархистская сказка.

## Сюжет
Убю, по уговору своей жены Убицы, потворствуя плебсу и заигрывая с влиятельными людьми, в результате кровавого переворота под лозунгами борьбы за свободу и демократию, берëт власть в стране Фольше в свои руки. Назначенное им глупое и жестокое правительство подчиняется только одной цели — набить собственные карманы. Реформы, проводимые им абсурдны, граждане бедны, а казна пуста.
Убю, окруженный льстецами, усиливает террор. Под влиянием послов иностранных держав объявляет войну русскому царю. Поход короля Убю заканчивается катастрофой. Русская армия заняла его столицу, её тут же приветствуют послы и с опаской встречает народ.
Свергнутый король Убю и его жена бегут во Францию. В конце фильма королевская корона случайно попадает в руки слепой цветочницы, которую жители страны объявляют своей королевой, но к удивлению русского царя, суда и послов, новая королева примет решение о провозглашении республики.

## В ролях
- Ян Пешек — Король Убю
- Катажина Фигура — Убица, жена Убю
- Ежи Треля — царь Алексей
- Марек Сюдым — Михаил Федорович
- Мария Пакульнис — посол Германии
- Леон Немчик — заокеанский посол
- Ольгерд Лукашевич — ротмистр Бандиор
- Войцех Семион — Мерденпот, псевдоученый
- Кшиштоф Ковалевский — Писседукс
- Влодзимеж Мусял
- Кристина Фельдман — королева Розамунда,
- Богдан Калус — русский посол и др.

## Награды
- 2003 — за участие в фильме актриса К. Фигура награждена Польской кинопремией «Złote Lwy» («Золотые львы») в номинации лучшая исполнительница роли первого плана
- 2005 — за участие в фильме актриса К. Фигура награждена Польской кинопремией «Złota Kaczka» («Золотая утка») в номинации лучшая актриса
- 2005 — за работу над фильмом Польской кинопремией «Орлы 2012» награждена Магдалена Беджицкая в номинации лучшие костюмы.